# Dio Kobayashi

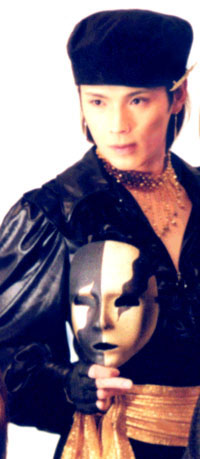
WEP JAPAN

Dio Kobayashi (* 28. August 1972 in Shika, Präfektur Ishikawa) ist ein japanischer Zirkusartist und wurde als erster japanischer Zirkuskünstler Mitglied der „World of Top Entertainer tour“. Seine weiteren Bühnennamen sind „Kinosuke Otawa“ und „Clown Joker“.

## Biografie
Dio Kobayashi wurde 1972 in Shika in der Präfektur Ishikawa geboren. Nach seinem Abschluss in „Design“ an der Technischen Hakui-Oberschule (Hakui Kōgyō-kōtō-gakkō) wurde er TV-Kameramann, um später zum Bühnenperformer bei der Produktionsfirma „Event“ (ibento kaisha) wechseln zu können. Im März 1997 schrieb er sich an der „Kinjō-Kurzhochschule“ (Kinjō Tanki Daigaku) in Hakusan ein. In dieser Zeit nahm er auch an der „World of Top Entertainer tour“ teil. 1999 wechselte er an die Columbia University.

### Karriere
Während einer Auto-Ausstellung machte Kobayashi eine fliegende Trapeznummer über die Fahrzeuge für einen Werbefilm ohne Sicherheitsnetze 6 Meter über dem Boden. Durch diese spektakuläre Aktion erhielt er den Namen „Dio“. Dio trat im Bolijoy Zirkus, dem taiwanesischen Nationalzirkus und im Cirque du Soleil in Kanada als freier Künstler auf. 2001 tourte er in der Hakugin Show und der Charity Tour Wa mit dem Sänger Toshi, dem Lead-Sänger der Band X-Japan. 2002 war Dio Teil der Produktion der Anime-Serie Kaleido Star als spezieller Berater. Einer der Charaktere der Serie wurde zu seiner Ehre Dio benannt. Im Jahr 2003 heiratete Dio das Fashion Model Yu-ko und hörte als Zirkuskünstler auf, als seine Tochter zur Welt kam. 2005 hatte er die erste Filmrolle als umherreisender Entertainer in Princess Racoon, einer Operette geleitet von Seijun Suzuki. In diesem Jahr ließen sich Dio und Yu-ko scheiden, er blieb alleinerziehender Vater. Er ist  Gründer und Direktor der  SWAJ (Sports Whip Association Japan).

### Aufführungen
- 1996: Gewinn des Preises im Ballon-Wettbewerb
- 1997: Japanischer Vertreter in der „the world performance tour“ für die von jedem Land der Welt eine begabte Person auserwählt wird
- 1997: Gewinn des vortrefflichen Preises des Ballon-Wettbewerbes
- 1998: Juri-Mitglied des Amateur Straßen-Wettbewerbes
- 1998: Hokkoku Asunaro Beneficence Preisgewinner
- 1998: Hauptdozent an der Kanazawa city citizens art village acrobatics school
- 2000: Engagement an der Disney World Show
- 2000: Engagement  an der Las Vegas Zirkus Show
- 2000: Engagement  am Haha Chinesischen Zirkus in Taiwan
- 2000: Engagement  am Zirkus in Russland
- 2002: Hauptschiedsrichter der Wettbewerbs-Aufführung in Sky Festa

### Filme
- Fighter in the Shadow (Schattenkämpfer), Kurzfilm, USA 2001
- Princess Raccoon, 2005 Japan
- My Girlfriend is a Cyborg, 2008 Japan